# Trenchtown
Trenchtown é uma favela jamaicana localizada nos subúrbios ao sul de Kingston. É um dos mais famosos guetos do mundo.
Em Trenchtown nasceram e viveram importantes cantores de reggae, como Bob Marley, Bunny Wailer e Peter Tosh, vocalistas da banda de reggae jamaicana The Wailers.
A favela é citada internacionalmente em várias músicas e/ou oportunidades: "Trenchtown" ("We come from Trenchtown, Most of them come from Trenchtown"), "Trenchtown Rock" e "No Woman no Cry", de Bob Marley ("I remember when we used to sit / In the government yard in Trenchtown").
No Brasil, Trenchtown ganhou destaque na música "Alagados", da banda brasileira Paralamas do Sucesso, em seu refrão ("Alagados, Trenchtown, Favela da Maré"), em "Panorama" da banda Forfun ("Dos bangalôs da Tailândia aos barracos do Vidigal / dos iates em Ibiza aos soundsystems em Trenchtown") e em "Dogtown Style" da banda Strike ("no pipe do mike em Trenchtown..."). Também é citada na letra de "Ratamahatta" da banda brasileira de heavy metal Sepultura
Trenchtown é citada também na afamada revista em quadrinhos adulta "V de Vingança", de Alan Moore e David Lloyd.